# Adolph Arnstein
Adolph Arnstein (* 4. März 1807; † 21. April 1889 ebenda) war ein deutscher Jurist, Verlagsbuchhändler, Kunstsammler und Mäzen.

## Leben
Adolph Arnstein kam 1807 als der Sohn des Seiden- und Kattunhändlers Caspar Arnstein und der Rechel Reina Fürst, geb. Rintel-Wallach (1772–1851) zur Welt. Seine Mutter war die Witwe des Esias Salomon Joseph Fürst (1752–1805), die in zweiter Ehe am 28. Juni 1806 Caspar Arnstein geheiratet hatte. Sein Halbbruder war der Schriftsteller Joseph Fürst.
Adolphs Eltern waren jüdischer Herkunft, er selbst war evangelisch getauft. Er besuchte seit 1818 das Gymnasium zum Grauen Kloster in Berlin, wo er 1825 die Prüfung ablegte mit dem Ziel, „schöne Wissenschaften“ zu studieren. In Heidelberg studierte er seit 30. April 1827 Jura und schloss mit der Promotion ab.
Am 25. April 1831 wurde Adolph Arnstein in die Gesellschaft der Freunde aufgenommen, der er als „Immerwährendes Mitglied“ angehörte.

## Verleger und Kunstsammler
Vor 1835 war Adolph Arnstein Teilhaber der Buch- und Papierhandlung von Carl Hermann Jonas (1805–1873), einem ehemaligen Mitarbeiter von Ferdinand Dümmler geworden. Jonas hatte am 1. Juli 1830 die Buchhandlung Th. H. Riemann in Berlin übernommen.
1851 gehörte Arnstein als Mitglied zur Buchhändler-Corporation in Berlin. Gemeinsam führten die Geschäftspartner die Firma unter dem Namen Jonas Verlags-Buchhandlung in Berlin. Zusammen mit Veit & Comp. verlegten Jonas und Arnstein die von David Hansemann als Aktiengesellschaft gegründete Constitutionelle Zeitung.
Adolph Arnstein gehörte seit 1850 zu den Mitgliedern des Central-Vereins in Preußen für das Wohl der arbeitenden Classen. Der Jurist Arnstein war auch Mitunterzeichner einer Petition der Buchhändler und Verleger für ein Gesetz, das die 1848 errungene Pressefreiheit in Preußen dauerhaft sichern sollte.
1852 trennten sich die Geschäftspartner, und Jonas führte die Firma allein weiter.
Adolph Arnstein verkehrte mit zeitgenössischen Malern, beispielsweise mit Adolph Menzel. Auf ausgedehnten Reisen erwarb er eine Kunstsammlung, die nach seinem Tod zu wohltätigen Zwecken versteigert wurde. Als Geschenk erhielt die Nationalgalerie in Berlin aus dem Nachlass das Gemälde Betender Mönch von Caspar Scheuren.

## Mäzen und Stiftungsgründer
Nach der Märzrevolution von 1848 spendeten Caspar Arnstein und sein Sohn Adolph für Witwen und Waisen der beim Barrikadenkampf gefallenen Bürger. Als der Vater am 27. September 1849 verstarb, vermachte er 100 Reichstaler dem Berliner Bürger-Rettungs-Institut für unverschuldet in Not geratene Gewerbetreibende. In der Folgezeit wurde Adolph Arnstein immer wieder in Namenslisten von Spendern genannt, vor allem bei weihnachtlichen Sammelaktionen.
Aus dem Nachlass wurde dem testamentarischen Willen des Verstorbenen gemäß eine Universitätsstiftung gegründet, die Studierende der Jurisprudenz (mit der Hälfte der Zinserträge), aber auch der Medizin und Geschichtswissenschaft zugutekommen sollte. Sie war mit einem Kapital von 30.000 Reichsmark ausgestattet; die Stipendien mit 300 bis 900 Reichsmark auf ein bis vier Jahre dotiert.